# Jean-Joseph Mouret
Jean-Joseph Mouret (Avignon, 11 april 1682 – Charenton-le-Pont, 22 december 1738) was een Frans componist en dirigent.

## Levensloop
Mouret was een zoon van een zijdehandelaar, die zijn kinderen een degelijke opleiding mogelijk maakte. Hij had zangtalent en begon jeugdig met componeren. Op twintigjarige leeftijd vertrok hij naar Parijs. In 1708 kwam hij in contact met hertogin Anne-Louise Bénédicte de Bourbon-Condé en werd haar kapelmeester aan het hof van Sceaux.
Van 1714 tot 1718 was Mouret kapelmeester van de Académie royale de Musique, een instituut dat het muziekleven in Frankrijk beïnvloedde, waarvoor hij diverse theaterwerken componeerde, evenals voor de Comédie-Italienne. Van 1717 tot 1737 was hij kapelmeester van het orkest van de Comédie-Italienne. Van 1728 tot 1734 was hij ook leider van Concert spirituel. De laatste jaren van zijn leven was hij geestesziek en leefde hij in armoede in een Hospice in Charenton-le-Pont.
Mouret componeerde barokmuziek. De Fanfare-Rondeau vanuit de 1e Suite de Symphonies werd eeuwen later in het programma 'Meesterwerk-theater' van de Public Broadcasting Service gebruikt.

## Composities

### Werken voor orkest
- om 1729 Fanfares avec une suitte de simphonies mêlées de cors de chasse, livre second, voor hobo's, trompetten, pauken en strijkers
- Symphonies de Chasse, voor hoorns en orkest[1]
  1. Fanfare - Air
  2. Airs - Gracieusement
  3. Gavottes - Menuets

### Werken voor harmonieorkest/koperensemble
- 1729 Suite de Symphonies bewerkt voor harmonieorkest door Robert Austin Boudreau
  1. Rondeau
  2. Air
  3. Fanfares
- Fanfare Royale bewerkt door Terry Kenny
- Rondeau bewerkt door John W. Stout[2]

### Muziektheater

#### Opera's
| Voltooid in                            | titel | aktes | première | libretto                                                |
| -------------------------------------- | --- | --- | --- | ------------------------------------------------------- |
| 1714; 3e versie: 1715; 4e versie: 1722 | Les Fêtes ou Le Triomphe de Thalie; 2e versie: La Critique des Fêtes de Thalie; 3e versie: La Veuve coquette; 4e versie: La Provençale | proloog en 3 entrées; 2e versie: 4 entrées; 3e versie: met nieuwe 2e entrée; 4e versie: met nieuwe 4e entrée | 19 augustus 1714, Parijs, Académie royale de musique; 2e versie: 9 oktober 1714, Parijs, Académie royale de musique; 3e versie: 12 maart 1715, Parijs, Académie royale de musique; 4e versie: 17 september 1722, Parijs, Académie royale de musique | Joseph de La Fonte                                      |
| 1714; rev.1742                         | Le Mariage de Ragonde et de Colin ou La Veillée de village; rev. Les Amours de Ragonde ou La Soirée de village                         | 3 bedrijven                                                                                                  | december 1714, Sceaux; rev. versie: 30 januari 1742, Parijs, Académie royale de musique | Philippe Nericault-Destouches                           |
| 1714/1715                              | Divertissements (Intermèdes) voor de Grandes Nuits de Sceaux                                                                           | | 1714/1715, Sceaux |                                                         |
| 1717                                   | Ariane | proloog en 5 bedrijven                                                                                       | 6 april 1717, Parijs, Académie royale de musique | Pierre-Charles Roy, François-Joseph de Lagrange-Chancel |
| 1722                                   | Pirithoüs | proloog en 5 bedrijven                                                                                       | 26 januari 1723, Parijs, Académie royale de musique | Jean-Louis-Ignace de La Serre                           |
| 1735                                   | Les Grâces | proloog en 3 entrées                                                                                         | 5 mei 1735, Parijs, Académie royale de musique | Pierre-Charles Roy                                      |
| 1741                                   | Le Temple de Gnide ou Le Prix de la beauté                                                                                             | 1 akte | 30 november 1741, Parijs, Académie royale de musique | Bellis, Pierre-Charles Roy                              |

#### Balletten
| Voltooid in | titel                | aktes                | première | libretto | choreografie       |
| ----------- | -------------------- | -------------------- | --- | -------- | ------------------ |
| 1727        | Les Amours des dieux | proloog en 4 entrées | 16 september 1727, Parijs, Académie royale de musique |          | Louis Fuzelier     |
| 1732        | Le Triomphe des sens | proloog en 5 entrées | 29 mei 1732, Parijs, Académie royale de musique; nieuwe entrées: 8 juli 1732, Parijs, Académie royale de musique; nieuwe entrées: 14 augustus 1732, Parijs, Académie royale de musique |          | Pierre-Charles Roy |

### Kamermuziek
- 1725 Zes sonaten, voor twee dwarsfluiten
- 1734 Concert de chambre à deux et trois parties, suivi d'une suite d'airs à danser - premier livre, voor hobo's, blokfluiten en strijkers
- 1738 Concert de chambre à deux et trois parties, suivi d'une suite d'airs à danser - deuxieme livre, voor hobo's, blokfluiten en strijkers

## Media
1. ↑  Symphonies de Chasse. Gearchiveerd op 17 juli 2023.
2. ↑  Rondeau instrumentaal ensemble met de grote orgel in de Notre dame de Paris. Gearchiveerd op 28 maart 2023.

- Biblioteca Nacional de España: XX1041906
- Bibliothèque nationale de France: cb14785544s (data)
- CiNii: DA05606431
- Gemeinsame Normdatei: 101361742
- International Standard Name Identifier: 0000 0000 8376 4057
- Library of Congress Control Number: n83134294
- Nationale Bibliotheek van Letland: 000042213
- MusicBrainz: 0b2d03d6-5868-49ed-a841-b8aee954d398
- Bibliotheek van het Japanse parlement: 01153175
- Nationale Bibliotheek van Tsjechië: xx0090363
- Nationale Bibliotheek van Israël: 987007274992405171
- Nederlandse Thesaurus van Auteursnamen: 071070079
- SNAC: w66115gr
- Système universitaire de documentation: 035168773
- Trove: 947946
- Virtual International Authority File: 42104905
- WorldCat: E39PBJxMhWJ4Ft9kYWX7Tt384q